# The Blue Nile
A The Blue Nile skót popegyüttes Glasgow-ból. Az együttest 1981-ben alapították. Egyik legnagyobb sikert hozó albumuk az 1984-ben megjelent A Walk Across the Rooftops, amely szerepel az 1001 lemez, amit hallanod kell, mielőtt meghalsz című könyvben.

## Diszkográfia

### Stúdióalbumok
- A Walk Across the Rooftops (1984)
- Hats (1989)
- Peace at Last (1996)
- High (2004)

### Kislemezek
- I Love This Life / The Second Act (1981)
- Stay / Saddle The Horses (1984)
- Tinseltown In The Rain / Heatwave (1984)
- The Downtown Lights / The Wires Are Down (1989)
- Headlights On The Parade (Bob Clearmountain Remix) / Headlights On The Parade (Album Version) (1990)
- Saturday Night (Edit) / Saturday Night (Album Version) (1990)
- Happiness / O Lolita / War Is Over (1996)
- She Saw The World" / "Soul Boy (Remix) (2004)

## Fordítás
- Ez a szócikk részben vagy egészben  a   The Blue Nile című angol Wikipédia-szócikk ezen változatának fordításán alapul.  Az eredeti cikk szerkesztőit annak laptörténete sorolja fel. Ez a jelzés csupán a megfogalmazás eredetét és a szerzői jogokat jelzi, nem szolgál a cikkben szereplő információk forrásmegjelöléseként.